# بيلي ويليامسون
بيلي ويليامسون (بالإنجليزية: Billy Williamson)‏ (12 فبراير 1922 في المملكة المتحدة - 2006) هو لاعب كرة قدم بريطاني (وحمل سابقاً جنسية المملكة المتحدة لبريطانيا العظمى وأيرلندا) في مركز مهاجم داخلي. لعب مع مانشستر سيتي ونادي رينجرز ونادي سانت ميرين ونادي ستيرلينغ ألبيون.